# أصحاب المصلحة (إدارة مشاريع)
أصحاب المصلحة بالمشروع هي كيانات داخل أو خارج منظمة تقوم:
1. برعاية مشروع, أو
2. لها مصلحة أو تحقق مكسبًا عند إنجاز المشروع بنجاح;
3. وربما يكون لتلك الكيانات تأثير إيجابي أو سلبي على عملية إنجاز المشروع.[1][2][3]

وتشمل أمثلة أصحاب المصلحة بالمشروع المستهلك، ومجموعة المستخدمين، ومدير المشروع، فريق التطوير، والمختبرين، وغيرهم.
أصحاب المصلحة هم أي شخص له مصلحة في المشروع. أصحاب المصلحة بالمشروع هم أشخاص ومنظمات مشاركة بشكل فعال في المشروع، أو أولئك الذين تتأثر مصالحهم كنتيجة لتنفيذ المشروع أو إنجازه. وقد يكون لهم تأثير على أهداف المشروع ونتائجه. وينبغي على فريق إدارة المشروع أن يحدد أصحاب المصلحة بالمشروع، ويحدد متطلباتهم وتوقعاتهم، وإدارة تأثيرهم، إلى أقصى حد ممكن، فيما يتعلق بالمتطلبات اللازمة لضمان نجاح المشروع.
وفيما يلي أمثلة من أصحاب المصلحة بالمشروع:
- رئيس المشروع
- أعضاء فريق المشروع
- الإدارة العليا
- عملاء المشروع
- مديرو الموارد
- المديرون التنفيذيون
- مجموعة مستخدمي المنتج
- مختبرو المشروع

هناك نظرة أضيق نطاقًا لمصطلح أصحاب المصلحة، تركز على أصحاب النفوذ وصناع القرار من رجال الأعمال أو التغير التكنولوجي. وفي هذا السياق، نستطيع القول بأن أصحاب المصلحة هم المديرون الذين لديهم السلطة التنظيمية لتخصيص الموارد (الأشخاص، والمال، والخدمات) وتحديد الأولويات لمنظماتهم دعمًا للتغيير. فهم أولئك الأشخاص الذين يصنعون التغيير أو يحطمونه.
وتعزز آراء جون كوتر الأساس المنطقي لهذا التركيز على صانع القرار، وهو أستاذ في مدرسة هارفارد للأعمال (Harvard Business School) ومؤلف العديد من الكتب عن ثقافة الشركات، والتغيير والقيادة. في مقابلة تم نشرها في مجلة سي آي أو انسايت (CIO Insight)، قال كوتر"لقد رأيت العديد من المشاريع التكنولوجية ملقاة على عاتق فرق المشروع وفرق العمل والتي ببساطة ليس لديها القدر الكافي من النفوذ، أو الاعتماد، أو الصلات، سمها ما شئت، لتكون قادرة على القيام بعمل صعب، وبالتالي يصيبهم الإحباط وببساطة يقوم الأفراد ذوو السلطة في الشركة بتجاهلهم أو فعل ما يريدون غير مكترثين بهم. وكذلك، في العديد من مشاريع تكنولوجيا المعلومات، إذا ذهبت إلى مدير تنفيذي مماثل وقلت له: "هناك شيء ضخم يحدث هنا". ما هي الرؤية؟ ارسم صورة لي. كيف ستكون الشركة مختلفة في 18 شهرا عندما يتم كل هذا؟" فإنهم لا يمكنهم رؤية هذا الشيء. وهم بطبيعة الحال لم يصدقوا ذلك. وإذا لم يصدقوا ذلك، هل سيمدون يدًا للمساعدة؟"